# Helena van Znojmo
Helena van Znojmo (circa 1141 - op een 2 april tussen 1202 en 1206) was groothertogin-gemalin van Polen.

## Levensloop
Ze was de dochter van hertog Koenraad II van Znojmo en Maria van Servië.
Rond het jaar 1160 huwde ze met prins Casimir van Polen, die van 1177 tot 1194 groothertog van Polen en van 1186 tot 1194 hertog van Mazovië was.
In 1194 overleed haar echtgenoot. Omdat haar zoons nog minderjarig waren, trad Helena, die bekend stond als een intelligente vrouw die veel van politiek wist, tot in 1199 voor hen op als regentes. Haar regentschap was niet echt gemakkelijk, zo wilde haar schoonbroer Mieszko III, die in 1177 door Casimir was afgezet, terug de troon bestijgen en viel hij Polen aan. In 1198 kwamen beiden tot een akkoord: Mieszko kreeg de stad Krakau op voorwaarde dat Helena en haar zonen het gebied Kujawië kreeg. In 1199 of 1200 nam haar oudste zoon Leszek de troon van Polen over.
Helena overleed tussen het jaar 1202 en het jaar 1206 op een onbekende plaats. Helena en Casimir hadden zeven kinderen:
- Maria Anastasia (circa 1162/1167 - 1194), gehuwd met Vsevolod IV van Kiev
- Casimir (1162 - 1167)
- Bolesław (circa 1168/1171 - 1182/1183)
- Odo (circa 1169/1184), overleed kort na de geboorte
- Adelheid (circa 1177/1182 - 1211), oprichtster van een klooster in Sandomierz
- Leszek I (circa 1184/1185 - 1227), groothertog van Polen
- Koenraad I (circa 1187/1188 - 1247), groothertog van Polen

- Gemeinsame Normdatei: 1081955899
- Virtual International Authority File: 153145542411696640564